# David Cortés (político)
Ángel David Cortés Villegas (Potosí, 1 de marzo de 1955-La Paz, 30 de octubre de 2015) fue un político, educador y sindicalista boliviano que se desempeñó como miembro uninominal de la Cámara de Diputados por Potosí, en representación de la circunscripción 37 de 2010 a 2015. Miembro de la Alianza Social, anteriormente se desempeñó como alto funcionario de cultura y desarrollo humano en la Alcaldía de Potosí de 2005 a 2009 y fue director distrital de educación en Potosí de 2003 a 2005. La carrera sindical de Cortés lo llevó a desempeñarse como secretario ejecutivo de la Federación de Trabajadores de la Educación de Potosí y como director de la Escuela Óscar Alfaro de 1990 a 2003, además de una variedad de otros cargos de liderazgo relacionados con la educación y la minería.

## Primeros años y carrera
David Cortés nació el 1 de marzo de 1955 en Potosí, hijo de David Cortés Rivera y Aurelia Villegas. Cortés se crio en la pequeña comunidad minera de Catavi, completando la educación primaria en la Escuela Mariscal Sucre antes de mudarse a Sucre en 1968, donde se graduó de secundaria en la Escuela Nacional de Junín. Cursó estudios simultáneos en medicina y educación, cursando seis semestres de medicina y egresando de la Escuela Normal Mariscal Sucre. Posteriormente asistió a la Universidad Autónoma Tomás Frías, egresando de Licenciado en Administración Educativa con Maestría en Gestión Educativa. Mientras estaba en la universidad, Cortés disfrutó de una carrera de dieciséis años en el fútbol profesional, jugando como portero en River Plate y Club Independiente Petrolero.
En su adolescencia, Cortés fue testigo de la masacre de San Juan, en la que unos mineros en huelga fueron brutalmente baleados por las Fuerzas Armadas. La violenta represión de los trabajadores por parte del gobierno militar motivó a Cortés a involucrarse en el movimiento obrero. Su activismo de izquierda contra las dictaduras de las décadas de 1970 y 1980 lo llevó a afiliarse al Partido Comunista de Bolivia (PCB), organización con la que se convirtió en un líder en la esfera pública, representando a los sectores de la educación y la minería. En 1980, se convirtió en miembro fundador de la Confederación Nacional de Estudiantes Normalistas y se desempeñó como su secretario ejecutivo. Ese año, tras el golpe de Estado de Luis García Meza, Cortés fue detenido y reclutado por tres años en la Décima División del Ejército en Tupiza. Prohibido de la actividad política, regresó brevemente al fútbol, jugando para el club 1.º de Mayo de Potosí.
Luego de su liberación, Cortés regresó a la educación, trabajando brevemente como profesor en la Universidad Nacional Siglo XX antes de establecerse en La Palca, donde enseñó y luego dirigió la Escuela Óscar Alfaro durante dieciocho años entre 1985 y 2003. Durante este tiempo, Cortés se desempeñó como secretario ejecutivo de la Federación de Trabajadores de la Educación de Potosí además de trabajar como asesor del Centro Departamental de Trabajadores y fungir como miembro del Comité Cívico de Potosí. En 2003, Cortés fue designado para desempeñarse como director distrital de educación urbana de Potosí, cargo que ejerció durante dos años. Poco después, el alcalde de Potosí, René Joaquino, invitó a Cortés a trabajar en la Alcaldía como alto funcionario de cultura y desarrollo humano del gobierno municipal. Cortés ocupó el cargo durante cuatro años entre 2005 y 2009, tiempo durante el cual se hizo muy conocido en la ciudad por su tradición de disfrazarse de Papá Noel durante la temporada navideña y repartir regalos a los niños, por lo que fue apodado el «Papá Noel de Potosí».

## Cámara de Diputados
La popularidad personal de Cortés en la ciudad lo llevó a ser presentado como candidato a un escaño en la Cámara de Diputados en representación de la Alianza Social (AS) de Joaquino. En las elecciones generales de 2009, la AS lo nominó para postularse en la circunscripción 37, que comprende el municipio de Potosí. La propia popularidad de Cortés, junto con la presencia política establecida de Joaquino en la zona, le valió la victoria en las elecciones. Mientras estuvo en la Cámara de Diputados, Cortés se desempeñó como miembro destacado de la Red Parlamentaria por la Niñez y la Adolescencia, un cuerpo legislativo comprometido con los derechos y el bienestar de la juventud del país, y notablemente continuó con su larga tradición de celebrar la Navidad como Papá Noel. A lo largo de los cinco años de su mandato, Cortés se desempeñó como cuarto secretario de la junta directiva de la cámara, tiempo durante el cual presentó a consideración un total de doce proyectos de ley, de los cuales cuatro pasaron a ser promulgados como ley. Aproximadamente a la mitad de su mandato, Cortés se distanció de AS y se alineó con el gobernante Movimiento al Socialismo, votando regularmente a favor de los proyectos políticos del partido a partir de entonces.

## Historia electoral
| Año                                                       | Cargo    | Partido | Partido        | Votos  | Votos  | Votos | Resultado | Ref.   |
| Año                                                       | Cargo    | Partido | Partido        | Total  | %      | P.    | Resultado | Ref.   |
| --------------------------------------------------------- | -------- | ------- | -------------- | ------ | ------ | ----- | --------- | ------ |
| 2009                                                      | Diputado |         | Alianza Social | 21 121 | 48.23% | 1.º   | Ganador   | [ 11 ] |
| Fuente: Órgano Electoral Plurinacional \| Atlas Electoral |          |         |                |        |        |       |           |        |